# Toyota Princess Cup 2001
Il Toyota Princess Cup 2001 è stato un torneo di tennis giocato sul cemento. È stata la 5ª edizione del torneo, che fa parte della categoria Tier II nell'ambito del WTA Tour 2001. Si è giocato al Ariake Coliseum di Tokyo in Giappone, dal 17 al 23 settembre 2001.

## Campionesse

### Singolare
Jelena Dokić ha battuto in finale  Arantxa Sánchez Vicario con il punteggio di 6–4, 6–2

### Doppio
Cara Black /  Liezel Huber hanno battuto in finale  Kim Clijsters /  Ai Sugiyama con il punteggio di 6–1, 6–3